# Dicranomyia (Dicranomyia) submutata
Dicranomyia (Dicranomyia) submutata is een tweevleugelige uit de familie steltmuggen (Limoniidae). De soort komt voor in het Neotropisch gebied.